# 贾达普大学
贾达普大学（英語：Jadavpur University）是印度西孟加拉邦的一所邦立大学，属于公立研究型大学。主校区位于加尔各答南郊的贾达普，次校区位于加尔各答东北郊的比丹纳加尔。
该高校的前身为1906年成立的孟加拉技术学院（Bengal Technical Institute），后改名为孟加拉工程技术学院（College of Engineering and Technology, Bengal）。1955年，经印度政府同意，西孟加拉邦政府正式成立了贾达普大学。
该校在印度学术机构及系所排名的邦立大学分类中位于全国前几名。其工程学项目排名在西孟加拉邦内仅次于印度理工學院克勒格布爾分校。